# KF Teuta Durrës
Maillots
Actualités
Le Klubi Sportiv Teuta Durrës est un club de football albanais basé à Durrës.

## Historique
- 1920-1922 : fondation du club sous le nom KS Urani
- 1922-1930 : le club est renommé SK Durrës
- 1930-1946 : le club est renommé KS Teuta Durrës
- 1930 : 1re participation à la 1re division
- 1946-1949 : le club est renommé KS Ylli i Kuq Durrës
- 1949-1951 : le club est renommé SK Durrës
- 1951-1958 : le club est renommé Puna Durrës
- 1958-1991 : le club est renommé KS Lokomotiva Durrës
- 1991 : le club est renommé KS Teuta Durrës
- 1994 : 1re participation à une Coupe d'Europe (C3, saison 1994/95)

## Bilan sportif

### Palmarès
- Championnat d'Albanie :
  - Champion (2) : 1994, 2021
  - Vice-champion (6) : 1931, 1993, 1995, 1996, 2007, 2012
  - Troisième (7) : 1932, 1933, 1945, 1949, 1992, 2000, 2013

- Coupe d'Albanie :
  - Vainqueur (4) : 1994-95, 1999-00, 2004-05 et 2019-20
  - Finaliste (6) : 1957, 1974-75, 1993-94, 2000-01, 2002-03 et 2006-07

- Supercoupe d'Albanie :
  - Vainqueur (2) : 2020 et 2021
  - Finaliste (3) : 1994, 2000 et 2005

- Championnat d'Albanie de deuxième division :
  - Champion (2) : 1959 et 1961

### Bilan européen
Note : dans les résultats ci-dessous, le score du club est toujours donné en premier
| Saison    | Compétition             | Tour                | Club                  | Domicile | Extérieur | Total  |
| --------- | ----------------------- | ------------------- | --------------------- | -------- | --------- | ------ |
| 1994-1995 | Coupe UEFA              | Tour préliminaire   | Apollon Limassol      | 1 - 4    | 2 - 4     | 3 - 8  |
| 1995-1996 | Coupe des coupes        | Tour préliminaire   | TPS Turku             | 3 - 0    | 0 - 1     | 3 - 1  |
| 1995-1996 | Coupe des coupes        | Seizièmes de finale | Parme AC              | 0 - 2    | 0 - 2     | 0 - 4  |
| 1996-1997 | Coupe UEFA              | Premier tour Q      | FC Košice             | 2 - 6    | 0 - 4     | 2 - 10 |
| 1999      | Coupe Intertoto         | Premier tour        | ÍA Akranes            | 2 - 1    | 1 - 5     | 3 - 6  |
| 2000-2001 | Coupe UEFA              | Deuxième tour Q     | Rapid Vienne          | 0 - 4    | 0 - 2     | 0 - 6  |
| 2002      | Coupe Intertoto         | Premier tour        | Valletta FC           | 0 - 0    | 2 - 1     | 2 - 1  |
| 2002      | Coupe Intertoto         | Deuxième tour       | Gloria Bistrița       | 1 - 0    | 0 - 3     | 1 - 3  |
| 2004      | Coupe Intertoto         | Premier tour        | ZTS Dubnica           | 0 - 0    | 0 - 4     | 0 - 4  |
| 2005-2006 | Coupe UEFA              | Premier tour Q      | Široki Brijeg         | 3 - 1    | 0 - 3     | 3 - 4  |
| 2007-2008 | Coupe UEFA              | Premier tour Q      | Slaven Belupo         | 2 - 2    | 2 - 6     | 4 - 8  |
| 2012-2013 | Ligue Europa            | Premier tour Q      | Metalurgi Roustavi    | 0 - 3    | 1 - 6     | 1 - 9  |
| 2013-2014 | Ligue Europa            | Premier tour Q      | Dacia Chișinău        | 3 - 1    | 0 - 2     | 3 - 3E |
| 2016-2017 | Ligue Europa            | Premier tour Q      | Kaïrat Almaty         | 0 - 1    | 0 - 5     | 0 - 6  |
| 2019-2020 | Ligue Europa            | Premier tour Q      | FK Ventspils          | 1 - 0    | 0 - 3     | 1 - 3  |
| 2020-2021 | Ligue Europa            | Premier tour Q      | Beitar Jérusalem      | 2 - 0    | N/A       | 2 - 0  |
| 2020-2021 | Ligue Europa            | Deuxième tour Q     | Grenade CF            | 0 - 4    | N/A       | 0 - 4  |
| 2021-2022 | Ligue des champions     | Premier tour Q      | Sheriff Tiraspol      | 0 - 4    | 0 - 1     | 0 - 5  |
| 2021-2022 | Ligue Europa Conférence | Deuxième tour Q     | Inter Club d'Escaldes | 0 - 2    | 3 - 0 ap  | 3 - 2  |
| 2021-2022 | Ligue Europa Conférence | Troisième tour Q    | Shamrock Rovers       | 0 - 2    | 0 - 1     | 0 - 3  |

Légende
- Victoire ou qualification pour le tour suivant.
- Match nul.
- Défaite ou élimination de la compétition.

## Anciens joueurs
- Sherif Kallaku
- Edmond Kapllani
- Bledar Mancaku
- Migen Memelli
- Orges Shehi
- Daniel Xhafaj
- January Ziambo

## Meilleurs buteurs
| Année     | Joueur        | Buts    |
| --------- | ------------- | ------- |
| 2006-2007 | Daniel Xhafaj | 20 buts |

## Logos de l'histoire du club

Logo n°1
Logo n°2
Logo n°3